# Sven Ekstedt
Sven Vilhelm Ekstedt, född 19 januari 1894 i Enköping, död 18 oktober 1950 i Enköping, var en svensk målare och tecknare.
Han var son till järnhandlaren Axel Wilhelm Ekstedt och Ebba Alice Carolina Bildt. Ekstedt studerade för Carl Wilhelmson i Stockholm 1914-1917 och Astrid Holm i Köpenhamn 1919 samt för André Lhote i Paris under 1920-talets början. Han ställde ut på bland annat Svensk-franska konstgalleriet, Lilla utställningen och på Rålambshof i Stockholm. Em minnesutställning med hans konst visades i Enköping 1950. Han konst består av resestudier, porträtt och landskapsmotiv från Enköpings trakten, västkusten och fjällvårlden i olja, akvarell eller pastell samt teckningar i blyerts och svartkrita. Ekstedt var representerad vid Nationalmuseum men verken flyttades till Moderna museet samt vid Västerås konstförenings galleri.